# Adolph Westernacher
Adolph Georg Friedrich Christian Westernacher (* 20. Oktober 1806 in Echzell; † 16. September 1868 in Bessungen) war Kreisrat des Kreises Lindenfels im Großherzogtum Hessen.

## Familie
Seine Eltern waren Hofrat Johann Nikolaus Westernacher (1777–1859) und dessen Frau Charlotte, geborene Hofmann. Die Familie war evangelisch.
Adolph Westernacher heiratete 1845 Wilhelmine Arnoldi (1806–1890).

## Karriere
Adolph Westernacher studierte Rechtswissenschaft, promovierte und trat seine erste Stelle 1832 als Hofgerichtssekretariatsakzessist beim Hofgericht Gießen an. Seine erste bezahlte Stelle erhielt er 1840 als Sekretär des Kreises Bingen. 1845 wechselte er in gleicher Funktion zum Kreis Alsfeld. Im Zuge der Revolution von 1848 im Großherzogtum Hessen wurden die Kreise abgeschafft und ihre Aufgaben größeren Regierungsbezirken zugewiesen. Die Regierungsbezirke hatten je ein kollektives Führungsorgan, die Regierungskommission. Adolph Westernachers Stelle in Alsfeld entfiel dadurch und er wechselte als Sekretär in die neu aufgestellte Regierungskommission des Regierungsbezirks Darmstadt. 1850 sollte er in die Regierungskommission des Regierungsbezirks Nidda wechseln, was sich aber zerschlug. Die Verwaltungsreform von 1848 hatte allerdings nur vier Jahre Bestand: Nach dem Sieg der Reaktion wurden die Regierungsbezirke 1852 wieder abgeschafft, die Regierungskommissionen aufgelöst und die vorrevolutionäre Struktur mit Provinzen und Kreisen unter einigen Modifikationen wieder hergestellt. Dabei entstand auch der Kreis Lindenfels, dessen erster – zunächst kommissarischer – Kreisrat Adolph Westernacher 1852 wurde. 1854 erhielt er die Stelle endgültig und versah sie bis 1865, als er aus gesundheitlichen Gründen in den Ruhestand trat.